# Уэсткотт, Кэрри
Кэ́рри Энн Уэ́сткотт (англ. Carrie Ann Westcott; род. 12 декабря 1969 года, Мишен-Хилс, Канзас, США) — американская актриса и фотомодель.

## Биография
Кэрри Энн Уэсткотт родилась 12 декабря 1969 года в Мишен-Хилс (штат Канзас, США). В 1988 году она окончила «Canyon Country High School».
В сентябре 1993 года она стала Playmate журнала Playboy. После съёмок в журнале Кэрри снялась в нескольких фильмах и сериалах, появлялась в различных ток-шоу и видео, посвящённых Playboy. Она окончила свою карьеру в 1998 году.